# Трюк Бартона — Накмана
Трюк Бартона — Накмана (англ. Barton–Nackman trick) термин, придуманный комитетом по стандартизации C++ (ISO/IEC JTC1/SC22 WG21) для обозначения идиомы, введённой Джоном Бартоном и Ли Накманом как ограниченное расширение шаблона.

## Идиома
Идиома характеризуется определением внутри класса дружественной функции, находящейся в шаблоне базового класса. Это является примером использования рекурсивного шаблона (англ. curiously recurring template pattern, CRTP).
```
// Шаблон класса для сравнения на равенство.

template
<
typename
 
T
>
 
class
 
equal_comparable
 
{

    
friend
 
bool
 
operator
==
(
T
 
const
 
&
a
,
 
T
 
const
 
&
b
)
 
{
 
return
  
a
.
equal_to
(
b
);
 
}

    
friend
 
bool
 
operator
!=
(
T
 
const
 
&
a
,
 
T
 
const
 
&
b
)
 
{
 
return
 
!
a
.
equal_to
(
b
);
 
}

};

 
// Класс value_type имеет == и !=, поэтому он является производным от

 
// equal_comparable с самим собой в качестве аргумента (который является CRTP).

class
 
value_type
 
:
 
private
 
equal_comparable
<
value_type
>
 
{

  
public
:

    
bool
 
equal_to
(
value_type
 
const
&
 
rhs
)
 
const
;
 
// Требует определения

};

```

Когда создается экземпляр шаблонного класса, такого как equal_comparable, определения друзей внутри класса (англ. in-class) порождают нешаблонные (и не являющиеся членами) функции (в данном случае функции-операторы). На момент появления идиомы (1994) язык C++ не определял частичный порядок (англ. partial ordering) для перегруженных шаблонов функций, и, как следствие, перегрузка шаблонов функций часто приводила к неоднозначности. Например, попытка использовать общее определение для operator== как:
```
template
<
typename
 
T
>

bool
 
operator
==
(
T
 
const
 
&
a
,
 
T
 
const
 
&
b
)
 
{

    
/* ... */

}

```

была бы несовместима с другим определением, таким как:
```
template
<
typename
 
T
>

bool
 
operator
==
(
Array
<
T
>
 
const
 
&
a
,
 
Array
<
T
>
 
const
 
&
b
)
 
{

    
/* ... */

}

```

Таким образом, трюк Бартона — Накмана предоставляет шаблонный оператор равенства, определённый пользователем, без необходимости иметь дело с такими неоднозначностями. Прилагательное ограниченный (англ. restricted) в названии идиомы относится к тому факту, что определение функции, находящееся внутри класса (англ. in-class), ограничено (применяется только) к специализациям данного шаблона класса.
Этот термин иногда ошибочно используется для обозначения рекурсивного шаблона (CRTP). Как объяснялось выше, трюк Бартона — Накмана — это отдельная идиома (которая опирается на CRTP).

## Механизм работы
Когда компилятор сталкивается с выражением
```
v1 == v2
```

где v1 и v2 имеют тип value_type, компилятор пытается выполнить поиск, зависящий от аргументов (англ. argument-depend lookup, ADL) для operator==. Этот поиск включает в себя рассмотрение дружественных функций, объявленных в value_type и в его базовых классах. (Заметим, что, если value_type был бы неполным экземпляром шаблона, ADL вызвал бы его полное инстанцирование.)
Трюк Бартона — Накмана изначально основывался не на ADL, а на особенности C++, названной «инъекция имени друга» (англ. friend name injection), в которой объявление дружественной функции внутри класса делало имя функции видимым в непосредственно окружающем пространстве имён (возможно, в глобальной области). При рассмотрении возможности удалить инъекцию имени друга из языка C++ было обнаружено, что идиома Бартона — Накмана — единственное оправданное применение этого языкового правила. В итоге были скорректированы правила поиска, зависящего от аргумента, так, чтобы заменить инъекцию имени друга менее радикальным механизмом, описанным выше, который поддерживал работоспособность метода Бартона и Накмана. Как следствие этого изменения, выражение:
```
::operator==(v1,v2)
```

больше не является допустимым, поскольку квалифицированные имена не подпадают под действие ADL, а объявления друзей не могут быть найдены с помощью обычного поиска. Спецификатор friend необходим, даже если дружественные функции не нуждаются в доступе к закрытым и защищённым членам класса.

## Дополнительно
- Vandevoorde, David. C++ Templates: The Complete Guide / David Vandevoorde, Nicolai M. Josuttis, Douglas Gregor. — 2. — Addison-Wesley, 2017. — ISBN 978-0-321-71412-1.